# Раковое масло
Раковое масло (фр. beurre d’ecrevisse) — кулинарный продукт, масляная смесь со вкусом раков, предназначенная для улучшения вкуса рыбных блюд, заправки супов и соусов. Необходимый ингредиент ракового соуса и соуса нантюа.
Раковое масло готовят из сливочного масла с предварительно подсушенными и истолчёнными панцирями, клешнями и ножками варёных раков, а также омаров или креветок. Для измельчения применяют ступку. По взыскательному рецепту Е. И. Молоховец, на стакан сливочного масла требуется два стакана истолчённой раковой скорлупы, в других кулинарных книгах пропорции варьируются. Смесь обжаривают в сотейнике до красновато-жёлтого или оранжевого оттенка, что свидетельствует о том, что красящие и ароматические вещества панцирей частично перешли в жир. Затем в масляную смесь вливают горячую воду и доводят до кипения. Для улучшения цвета иногда добавляют немного томатного пюре. После отстаивания жир процеживают в холодную воду или ставят на холод. Застывшее раковое масло снимают, иногда подогревают его ещё раз, чтобы оно слилось в одну массу, и хранят до употребления в холодном месте.
В немецкой кухне на бульоне, оставшемся после приготовления ракового масла, готовили раковый суп-пюре с мучной пассеровкой, яичным желтком и сливками.